# Fundação de Amparo à Pesquisa do Estado do Piauí

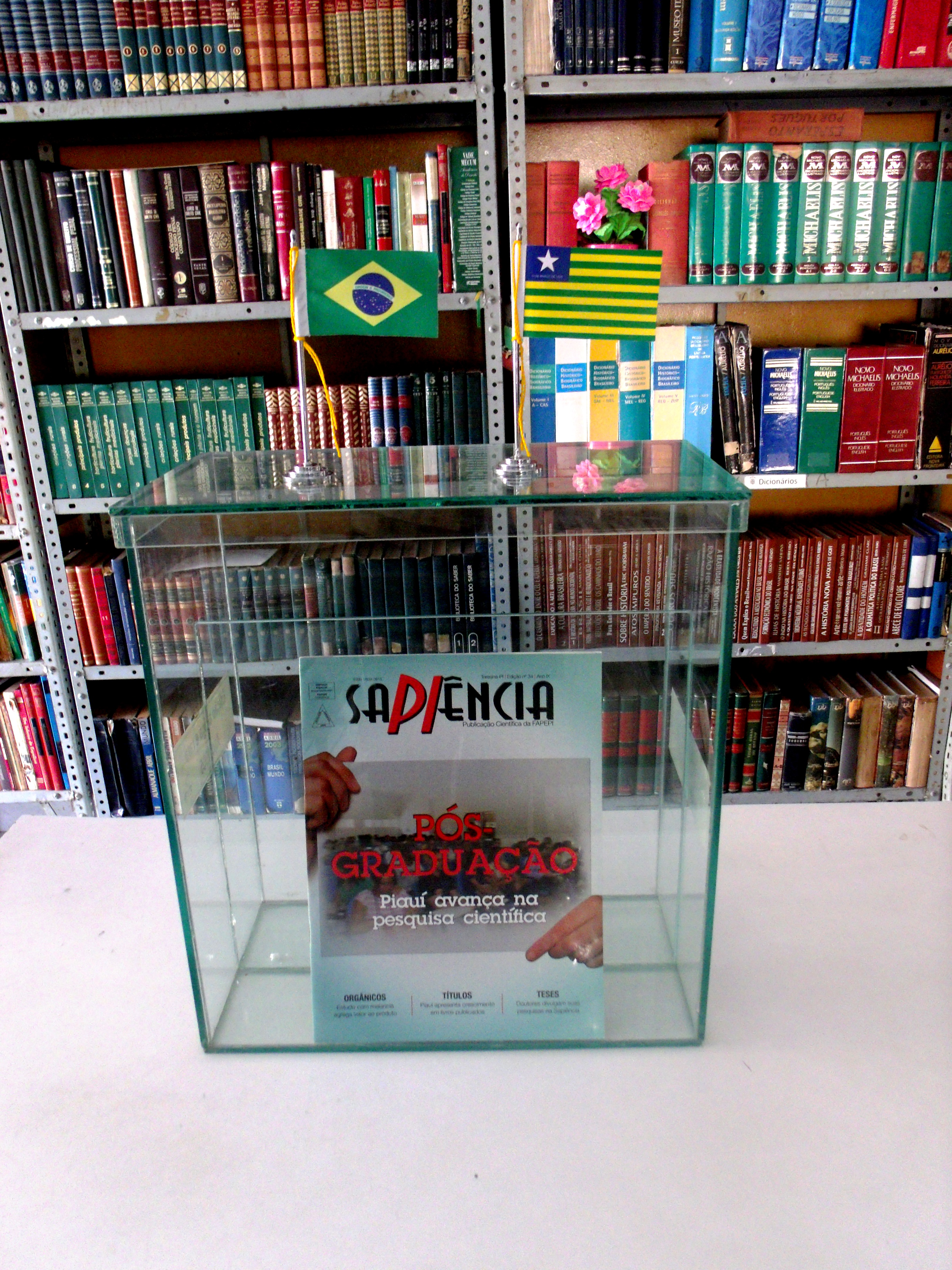
Sapiênca, a revista da FAPEPI, numa vitrine de biblioteca municipal.

A Fundação de Amparo à Pesquisa do Estado do Piauí (FAPEPI) é uma fundação do governo do estado do Piauí que tem como finalidade estimular o desenvolvimento científico e tecnológico do Estado do Piauí.

## História
Em 1989 a Constituição do Estado do Piauí de 1989, no artigo 235 já mandava sobre a criação da entidade e em a Lei Estadual N° 4.664 de 20 de dezembro de 1993, sancionada no Palácio Pirajá pelo governador Antônio de Almendra Freitas Neto, regulamenta o mandamento constitucional e cria a  Fundação de Amparo à Pesquisa do Estado do Piauí “Professor Afonso Sena Gonçalves”, inicialmente pertencia à Secretaria da Indústria, Comércio, Ciência e Tecnologia.

## Competências institucionais
- Custear total ou parcialmente, projetos de pesquisas individuais ou institucionais, oficiais ou particulares, julgados aconselháveis por seus órgãos competentes;
- Fiscalizar a aplicação dos auxílios liberados e tomar as providências cabíveis, em caso de aplicações irregulares dos recursos;
- Manter o cadastro das unidades de pesquisa existentes no Estado, de seu pessoal e de infraestrutura;
- Manter um cadastro das pesquisas, no Estado do Piauí;
- Promover estudos sobre o estado geral de pesquisas, no Estado e no país, identificando os campos que devam receber prioridade de fomento;
- Promover o intercâmbio de pesquisadores através da concessão com complementação de bolsas de estudos ou de pesquisa, no País e no exterior;
- Promover e subvencionar a publicação e divulgação dos resultados das pesquisas;
- Apoiar a realização de eventos técnico-científicos, no Estado.

## Publicação
A entidade publica as pesquisas na revista SaPIência.